# Johann Heinrich Jung (Historiker)

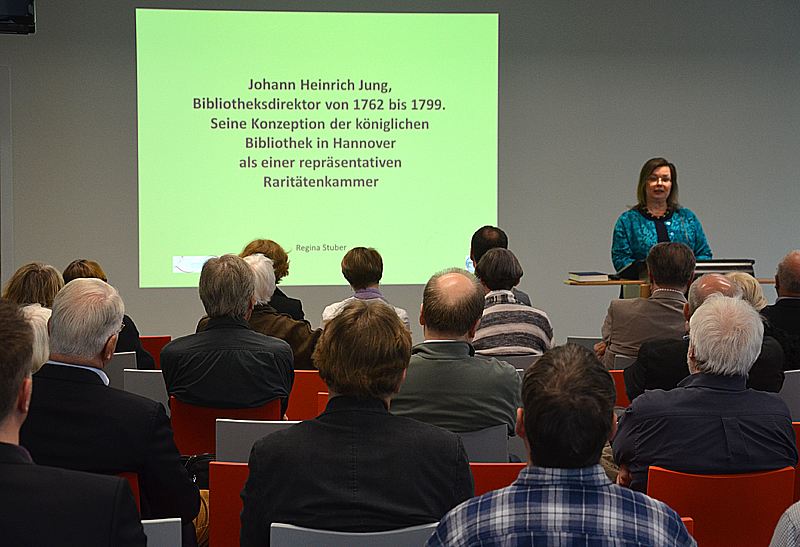
Regina Stuber 2016 während ihres Vortrages über den Bibliotheksdirektor Johann Heinrich Jung in der Gottfried Wilhelm Leibniz Bibliothek – Niedersächsische Landesbibliothek

Johann Heinrich Jung (auch: Junge; * 8. April 1715 in Osnabrück; † 14. April 1799 in Hannover) war ein deutscher Historiker, Hofhistoriograph in Hannover, Bibliothekar und Bibliotheksdirektor, Hochschullehrer, Jurist und Prinzenerzieher in London.

## Leben
Johann Heinrich Jung studierte römisches Recht, Staatsrecht und verschiedene geschichtliche Fächer zunächst an der Universität Jena bei Johann Salomon Brunnquell, Christian Gottlieb Buder und Heinrich Köhler, sowie an der Universität Leyden bei Johann Jacob Vitriarius, Johann Ortwin Westenberg und Burmann.
Auf Veranlassung des Kurfürstlich Hannoverschen Staatsministers Gerlach Adolph von Münchhausen ließ sich Jung 1740 in Göttingen nieder, wo er 1746 und 1747 als Universitätssekretär der Georg-August-Universität arbeitete. Ebenfalls 1747 wurde Jung an den englischen Hof berufen, der in Folge der Personalunion zwischen Großbritannien und Hannover in London eingerichtet war. Dort unterrichtete Jung im Auftrag des als Thronfolger vorgesehenen Friedrich Ludwig von Hannover mehrere Jahre lang dessen Sohn, den Prince of Wales und späteren König des Britischen Weltreichs, Georg III., in den Fächern Geschichte und schöne Wissenschaften.
Nach dem überraschenden Tod seines Auftraggebers im Jahr 1751 ging Johann Heinrich Jung nach Rotterdam, wo er am damaligen Gymnasium als Lehrer für die Fächer Rechtswissenschaft, Geschichte und Beredsamkeit lehrte.
Aufgrund seiner 1759 abgelegten Dissertation De sanctitate judiciorum ... (siehe im Abschnitt Schriften) wurde Johann Heinrich Jung durch die juristische Fakultät der Universität Göttingen zum Doktor beider Rechte ernannt.
Nach dem Tode des in Hannover tätigen Bibliothekars Christian Ludwig Scheidt wurde Johann Heinrich Jung 1762 zu dessen Nachfolger berufen. Gleichzeitig wurde er zum königlich großbritannischen und kurfürstlich braunschweigischen Hof- und Konsistorialrat erhoben sowie zum Historiographen des welfischen Hauses Braunschweig-Lüneburg ernannt. Diese Ämter bekleidete Jung nun knapp 40 Jahre bis zu seinem Tode in Hannover im Jahr 1799.
Zu Jungs Schriften zählt unter anderem der 1780 veröffentlichte 5. und letzte Teil der welfischen Quellengeschichte Origines guelficae, an der zuvor bereits seine Bibliothekars-Vorgänger Leibniz, Eckhart und Scheidt gearbeitet hatten. Seine letzte Schrift verfasste er als Kustos des hannoverschen Reliquienschatzes unter dem lateinischen Titel Disquisitio antiquaria de reliquiis et profanis et sacris earumque cultu.

## Schriften (Auswahl)
- Tabula Academica, exhibens urbes Academiarum suarum celebritate ac nomine inclutae, drei Auflagen: Leyden 1736, vermehrte zu Göttingen 1741, wiederum vermehrt 1749 zu London
- De sanctitate judiciorum ab Imperatoribus romanis partim restituta partim labefactata (Trajecti ad Rhenum 1759), Dissertation an der Universität Göttingen, 1759
- Historiae Antiqvissimae Comitatvs Benthemiensis Libri Tres. In Qvibvs Svbinde Explicantvr Res Vicinarvm Regionvm Principvm Hominvmqve Illvstrivm. Accedit Codex Diplomatvm Et Docvmentorvm Ex Avtographis Maximam Partem Editorvm. Cvm Sigillis Ac Scriptvrae Veteris Speciminibvs In Aes Incisis / Avctore Joanne Henrico Jvngio JCto Potent. M. Britanniae Regi Electori Brvnsv. Lvneb. A Consiliis Avlae Et Consistorii Bibliothecae Regiae Hannoveranae Praefecto Avgvstae Domvs Gvelficae HHanoverae; Osnabrugi: Schmid; Hanoverae: Pockwitz, 1773
- Origines guelficae, Band V, 1780
- Joannis Henrici Jvngii: Icti ... Bibliothecae Regio-Hanoveranae Praefecti ... Disqvisitio Antiqvaria De Reliqviis Et Profanis Et Sacris Earvmqve Cvltv. : Accedit Lipsanographia Sive Thesaurus Electoralis Brunsvico-Luneburgicus, Hanoverae: Jo. Wilhelm Schmid, (Hanoverae: Pockwitz) 1783
- Lehrbuch der Staats-Polizey-Wissenschaft [Staats-Polizei-Wissenschaft], Nachdruck der Original-Ausgabe (aus Leipzig: Weidmann, 1788) in Frakturschrift, Frankfurt (Main): Keip, 1970